# Ніконоров Кирило Олегович
Кирило Олегович Ніконо́ров (рос. Кирилл Олегович Никоноров; нар. 8 січня 1990, м. Куйбишев, СРСР) — російський хокеїст, правий нападник. Виступає за «Лада» (Тольятті) у Вищій хокейній лізі.
Вихованець хокейної школи ЦСК ВВС (Самара), перший тренер — А. Н. Федотов. Виступав за: «Лада» (Тольятті), ЦСК ВВС (Самара), «Ладья» (Тольятті).